# Flejsborg-stenen
Flejsborg-stenen er en runesten fundet i Flejsborg i 1851. Stenen opdagedes af bygningsinspektør Gottlieb Bindesbøll. Den lå under klokkestablen på kirkens østre side delvis dækket af træværket. Toppen er afslået; det betyder, at indskriften er fragmentarisk, og at hovedparten af den afdødes navn mangler.

## Indskrift
| Translitteration | þurkal : sati : stia : aft : ... sun : faþur : sin : |
| Transskription   | Þōrkæll satti stēn æft ... ... sun, faður sinn.      |
| Oversættelse     | Thorkil(?) satte stenen efter sin fader ... søn.     |

Indskriften er ordnet i konturordning og begynder i stenens nederste højre hjørne.